# Кућа народног хероја Милице Павловић
Кућа народног хероја Милице Павловић се налази у Чачку и представља непокретно културно добро је као споменик културе.
Кућа је једноставан приземни објекат скромних размера, изграђен после Првог светског рата. На уличној фасади постављена је спомен плоча да је у њој рођена Милица Павловић Дара, народни херој Југославије.